# 831-й истребительный авиационный полк
831-й истребительный авиационный полк (831-й иап) — воинская часть Военно-воздушных сил (ВВС) Вооружённых Сил РККА, принимавшая участие в боевых действиях Великой Отечественной войны.

## Наименования полка
831-й истребительный авиационный полк

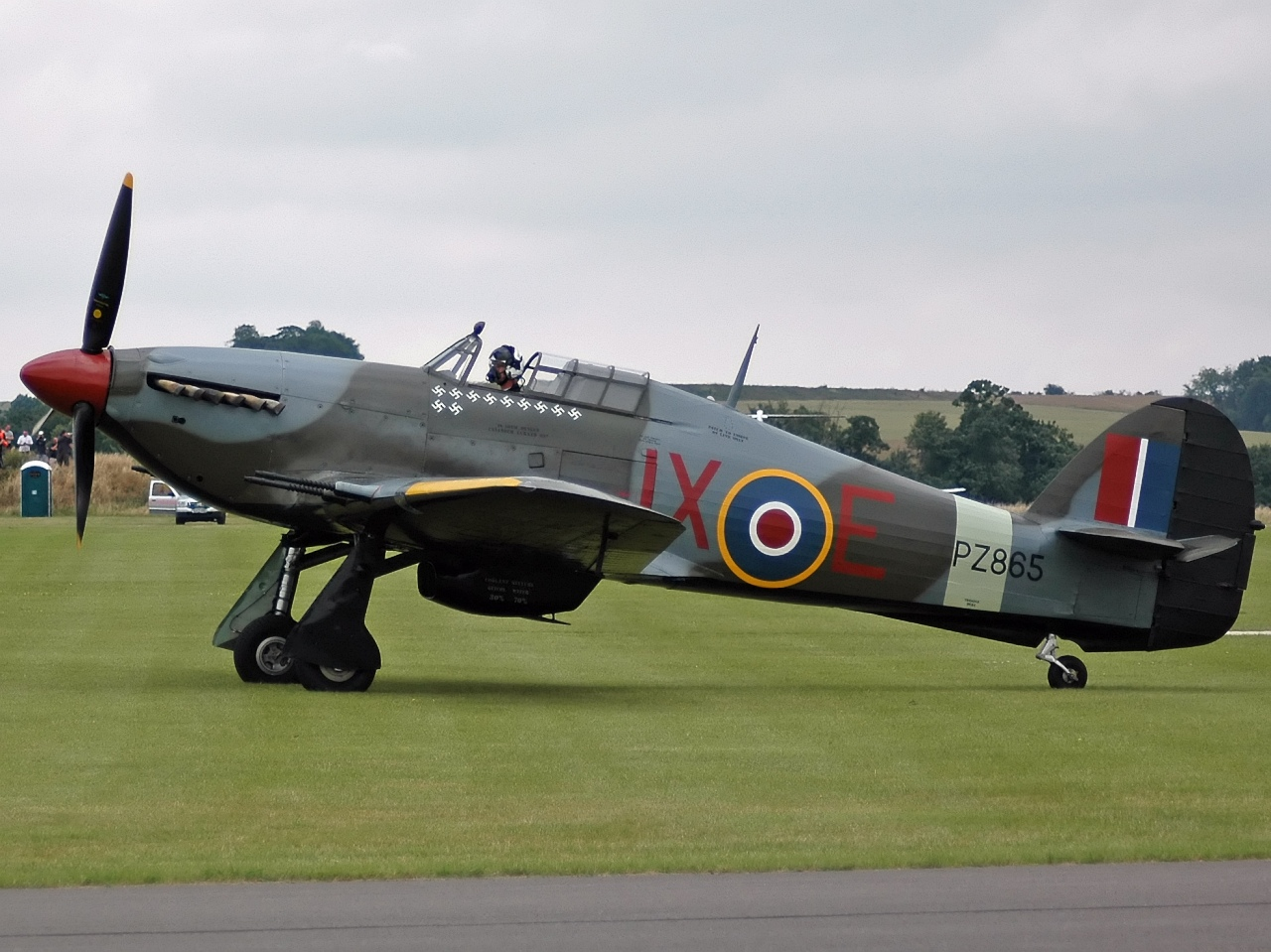
Харрикейн

## Создание полка
831-й истребительный авиационный полк сформирован в период с 24 апреля по 15 мая 1942 года в составе 126-й истребительной авиационной дивизии ПВО на станции Обозерская Архангельской области на английских самолётах «Харрикейн».

## Расформирование полка
831-й истребительный авиационный полк расформирован 12 августа 1942 года в составе 288-й истребительной авиационной дивизии. Личный состав обращён на укомплектование частей дивизии.

## В действующей армии
В составе действующей армии:
- с 24 апреля 1942 года по 31 июля 1942 года.

## Командир полка
- майор Сухорученко, Федор Андреевич, период нахождения в должности: с 24.04.1942 г. по 07.1942 г., погиб

## В составе соединений и объединений
| Период        | Фронт (округ)                        | армия                                | дивизия                                      | примечание       |
| ------------- | ------------------------------------ | ------------------------------------ | -------------------------------------------- | ---------------- |
| 24.04.1942 г. | ПВО ТС                               | Архангельский район ПВО              | 126-я истребительная авиационная дивизия ПВО | Hawker Hurricane |
| 06.07.1942 г. | Брянский фронт                       | 1-я истребительная авиационная армия | 286-я истребительная авиационная дивизия     | Hawker Hurricane |
| 29.07.1942 г. | Брянский фронт                       | 1-я истребительная авиационная армия | 288-я истребительная авиационная дивизия     | Hawker Hurricane |
| 01.08.1942 г. | Резерв Верховного Главнокомандования | Авиация Резерва ВГК                  | 288-я истребительная авиационная дивизия     | Hawker Hurricane |
| 12.08.1942 г. | Резерв Верховного Главнокомандования | Авиация Резерва ВГК                  | 288-я истребительная авиационная дивизия     | расформирован    |

## Боевой путь
Базировался в районе Ельца. В силу сложившихся тяжёлых условий 6 июля 1942 года был введён в сражение под Воронежем, где во взаимодействии с 5-й танковой армией вёл ожесточённые бои в воздухе, прикрывая войска от ударов вражеской авиации.

## Статистика боевых действий
Всего за период участие в боевых действиях Великой Отечественной войны полк:
| Выполнено боевых вылетов | Сбито самолётов в воздухе | Проведено воздушных боёв |
| ------------------------ | ------------------------- | ------------------------ |
| 211                      | 6                         | 38                       |

Свои потери:
| Потеряно самолётов, всего | Погибло лётчиков всего |
| ------------------------- | ---------------------- |
| 12                        | 7                      |